# Hulkbusters
Gli Hulkbusters sono un'organizzazione immaginaria dei fumetti Marvel Comics.

## Descrizione
L'organizzazione è composta da personale dell'esercito e dell'aeronautica statunitense guidato dal generale Thaddeus "Thunderbolt" Ross, intento a catturare e distruggere Hulk.

## Altri media

### Televisione
Gli Hulkbusters compaiono in:
- L'Incredibile Hulk
- Avengers - i più potenti eroi della Terra

### Videogiochi
Gli Hulkbusters compaiono ne L'Incredbile Hulk.